# Shishito
Shishito (獅子唐辛子?, Shishitōgarashi) è una varietà (cultivar) di peperoncino della specie Capsicum annuum originaria del Giappone.

## Caratteristiche
Il frutto è piccolo e lungo, sottile ed ha la buccia sottile. Anche se alla maturazione passa dal verde al rosso, di solito viene raccolto mentre è verde. Il nome ha origine dal al fatto che la punta del peperoncino (唐辛 子, tōgarashi) ricorda la testa di un leone (獅子, shishi).
Circa un peperoncino su dodici è piccante. Questa caratteristica è influenzata da vari fattori quali l'esposizione alla luce solare, e altri stress ambientali.
Il centro di sperimentazione agricolo prefetturale di Kishigawa, nel Wakayama, ha dichiarato nel 2005 che la capsaicina si forma più facilmente in condizioni calde e secche in estate. Inoltre, persino gli esperti potrebbero non essere in grado di distinguere la piccantezza relativa sulla stessa pianta.
Durante la preparazione, viene preventivamente fatto un buco per prevenire lo scoppio dovuto all'aumento di volume dell'aria calda. Può essere infilzato, grigliato o fritto in olio, stufato con salsa di soia e dashi o semplicemente consumato crudo in insalata o come condimento. Avendo la buccia sottile si brucia facilmente, rispetto ad altre varietà più spesse.

## Coltivazione
I semi vanno piantati otto settimane prima del trapianto, che deve avvenire a primavera inoltrata/inizio estate. Le piante vanno tenute in zone calde e soleggiate. La pianta di shishito si propaga rapidamente e cresce in folti cespugli carichi di frutti.